# Jon Nilsson
Jon Sebastian Nilsson, född 9 maj 1976 i Nedre Ulleruds församling, Värmlands län, är en svensk journalist, programledare för Aktuellt och nyhetsankare.
Jon Nilsson växte upp i Forshaga, Värmland, och kom direkt efter examen från journalistutbildningen på JMG i Göteborg till Värmlandsnytt i Karlstad där han arbetade i flera år. Han kom till Aktuellt 2008 där han blev ordinarie programledare 2010 och arbetar med Anna Hedenmo. Som programledare har han även verkat för programmet Agenda.
Han är sambo med Jeanette Larsson (född 1976) som är politisk reporter på Rapport.